# Sebastian Fanselow
Sebastian Fanselow (* 30. Dezember 1991 in Saarlouis) ist ein deutscher Tennisspieler.

## Karriere
Sebastian Fanselow trat ab 2005 auf der ITF Junior Tour an. Seinen einzigen Titel feierte er im September 2007 beim Aphrodite Cup in Zypern, als er im Einzel das Finale erreichte, wo er Cedrik-Marcel Stebe unterlag, und gemeinsam mit Stebe den Doppeltitel holte. Der Einzug ins Viertelfinale beim J1 Bradenton war sein größter Erfolg, durch den er bis auf Rang 131 der Junior-Rangliste stieg. Anschließend absolvierte er von 2009 bis 2013 ein Bachelorstudium an der Pepperdine University im Fach Psychologie, wo er auch im College Tennis aktiv war. Dreimal wurde er im Einzel als All-American ausgezeichnet. Nach seinem Abschluss war er kurzzeitig auch als Trainer aktiv. 2019 arbeitete er erneut ein Jahr für seine Alma Mater als Trainer.
Während seines Studium nahm Fanselow nur an wenigen Turnieren der ITF Future Tour teil, wo er 2012 sein erstes Turnier im Einzel gewann. 2015, als er das erste Mal regelmäßig am Turnierbetrieb teilnahm, gelang ihm der erstmalige Einzug unter die Top 500 der Weltrangliste. Auf der höher dotierten ATP Challenger Tour schaffte er in Canberra erstmals den Einzug ins Viertelfinale. Die meiste Zeit war er allerdings weiterhin auf der untersten Profitennis-Ebene unterwegs. Bis Ende 2017 gewann er sieben Einzel- und zwei Doppeltitel. Das Jahr war mit Rang 327 am Jahresende das bis dahin erfolgreichste im Einzel. Ende 2018 bis Anfang 2019 verbesserte er sein Karrierehoch weiter, nachdem er viermal ein Challenger-Viertelfinale erreicht, aber dann verloren hatte. Im Jahr 2022 schaffte es Fanselows das erste Mal über das Viertelfinale hinaus, als er das Finale von Schymkent gegen den US-Amerikaner Emilio Nava verlor. Bei demselben Turnier erreichte er auch sein erstes Doppelfinale bei einem Challenger; an der Seite von Kaichi Uchida wurde er im Finale von Antoine Bellier und Gabriel Décamps geschlagen. Im August 2022 stieg Fanselow in beiden Wertungen auf seinen Bestwert von Platz 273 im Einzel und Rang 358 im Doppel. Da er ansonsten aber zunächst nicht mehr über die zweite Runde hinauskam, verlor er schnell wieder Positionen. 2022 schloss Fanselow zudem sein einjähriges Masterstudium an der Rushford Business School in der Schweiz im Fach Sportpsychologie ab.
2023 gewann Fanselow seinen zwölften Einzel- und fünfte Doppeltitel der Future-Tour. Im Januar 2024 gelang ihm das zweite Mal der Einzug ins Halbfinale eines Challengers in Indian Wells, wo er gegen Zachary Svajda verlor. Im Mai des Jahres stand er mit 32 Jahren zum ersten Mal im Hauptfeld eines Turniers der ATP Tour. Als Lucky Loser verlor er in der ersten Runde in Lyon gegen den Japaner Yoshihito Nishioka glatt in zwei Sätzen.